# Leonel Quiñónez
Leonel Enrique Quiñónez Padilla (n. Esmeraldas, Ecuador; 3 de julio de 1993) es un futbolista ecuatoriano. Juega de defensa y su equipo actual es Liga Deportiva Universitaria de la Serie A de Ecuador.

## Trayectoria
Leonel inició su carrera futbolista en 2012 en el América de Quito, con el equipo cebollita disputó el campeonato provincial de Segunda Categoría de Pichincha en ese año, terminó en el séptimo lugar y no avanzó a la fase zonal.
En 2013 llegó al equipo recién ascendido a la Serie A, el Deportivo Quevedo, en su primer año en el club jugó en la reserva donde marcó 8 goles en 36 partidos. Tras el descenso del equipo quevedeño debutó con el primer plantel en 2014 siendo titular, en 2015 también se afianzó en rol titular, en su paso por Quevedo en total disputó 78 partidos y anotó 6 goles.
En 2016 pasó a Macará de Ambato para disputar el torneo de la Serie B de Ecuador, fue una de las piezas claves en la consecución del ascenso y título de campeón del equipo ambateño, en las temporadas posteriores mantuvo un nivel destacado llegando a disputar torneos internacionales como la Copa Libertadores y Copa Sudamericana, en total disputó 191 partidos y marcó 16 goles.
Su buena actuación en Macará le valió para ser fichado por Barcelona Sporting Club, en el equipo torero logró ser un jugador recurrente en la alineación titular del técnico Fabián Bustos en 2021 y finales de 2022, al igual que con Jorge Célico en la mayor parte del torneo 2022 en el que logró el subcampeonato de aquel año.
El 13 de diciembre de 2022 fue anunciado por Liga Deportiva Universitaria como refuerzo para la temporada 2023 por una temporada a préstamo con opción a renovación.

## Selección nacional

### Participaciones en eliminatorias mundialistas
| Mundial            | Sede            | Resultado   | Partidos | Goles |
| ------------------ | --------------- | ----------- | -------- | ----- |
| Eliminatorias 2026 | América del Sur | Clasificado | 0        | 0     |

### Partidos internacionales
Actualizado al último partido disputado el 29 de marzo de 2021.
| \| N.° \| Fecha \| Ciudad \| Rival \| Resultado \| Resultado \| Competencia \| \| --- \| ------------------- \| ------ \| ------- \| --------- \| --------- \| ----------- \| \| 1. \| 29 de marzo de 2021 \| Quito \| Bolivia \| 2-1 \| Victoria \| Amistoso \| |                     |        |         |           |           |             |
| N.° | Fecha               | Ciudad | Rival   | Resultado | Resultado | Competencia |
| 1. | 29 de marzo de 2021 | Quito  | Bolivia | 2-1       | Victoria  | Amistoso    |

## Estadísticas

### Clubes
Actualizado al último partido disputado el 14 de agosto de 2025.
| Club                                   | Div.          | Temporada     | Liga  | Liga  | Copas nacionales | Copas nacionales | Copas internacionales | Copas internacionales | Total | Total | Total  |
| Club                                   | Div.          | Temporada     | Part. | Goles | Part.            | Goles            | Part.                 | Goles                 | Part. | Goles | Asist. |
| -------------------------------------- | ------------- | ------------- | ----- | ----- | ---------------- | ---------------- | --------------------- | --------------------- | ----- | ----- | ------ |
| América de Quito · Ecuador             | 3.ª           | 2012          | 18    | 0     | —                | —                | —                     | —                     | 18    | 0     | 0      |
| América de Quito · Ecuador             | Total club    | Total club    | 18    | 0     | 0                | 0                | 0                     | 0                     | 18    | 0     | 0      |
| Deportivo Quevedo · Ecuador            | 1.ª           | 2013          | 0     | 0     | —                | —                | —                     | —                     | 0     | 0     | 0      |
| Deportivo Quevedo · Ecuador            | 2.ª           | 2014          | 39    | 1     | —                | —                | —                     | —                     | 39    | 1     | 0      |
| Deportivo Quevedo · Ecuador            | 2.ª           | 2015          | 39    | 5     | —                | —                | —                     | —                     | 39    | 5     | 0      |
| Deportivo Quevedo · Ecuador            | Total club    | Total club    | 78    | 6     | 0                | 0                | 0                     | 0                     | 78    | 6     | 0      |
| Macará · Ecuador                       | 2.ª           | 2016          | 41    | 3     | —                | —                | —                     | —                     | 41    | 3     | 0      |
| Macará · Ecuador                       | 1.ª           | 2017          | 42    | 0     | —                | —                | —                     | —                     | 42    | 0     | 3      |
| Macará · Ecuador                       | 1.ª           | 2018          | 40    | 4     | —                | —                | 2                     | 0                     | 42    | 4     | 5      |
| Macará · Ecuador                       | 1.ª           | 2019          | 31    | 3     | 0                | 0                | 4                     | 0                     | 35    | 3     | 4      |
| Macará · Ecuador                       | 1.ª           | 2020          | 29    | 6     | 0                | 0                | 2                     | 0                     | 31    | 6     | 5      |
| Macará · Ecuador                       | Total club    | Total club    | 183   | 16    | 0                | 0                | 8                     | 0                     | 191   | 16    | 17     |
| Barcelona S. C. · Ecuador              | 1.ª           | 2021          | 21    | 2     | 2                | 0                | 8                     | 0                     | 31    | 2     | 4      |
| Barcelona S. C. · Ecuador              | 1.ª           | 2022          | 23    | 1     | 1                | 0                | 11                    | 0                     | 35    | 1     | 7      |
| Barcelona S. C. · Ecuador              | Total club    | Total club    | 44    | 3     | 3                | 0                | 19                    | 0                     | 66    | 3     | 11     |
| Liga Deportiva Universitaria · Ecuador | 1.ª           | 2023          | 23    | 1     | 0                | 0                | 13                    | 0                     | 36    | 1     | 3      |
| Liga Deportiva Universitaria · Ecuador | 1.ª           | 2024          | 30    | 0     | 3                | 0                | 12                    | 1                     | 45    | 1     | 11     |
| Liga Deportiva Universitaria · Ecuador | 1.ª           | 2025          | 19    | 0     | 2                | 0                | 7                     | 0                     | 28    | 0     | 1      |
| Liga Deportiva Universitaria · Ecuador | Total club    | Total club    | 72    | 1     | 5                | 0                | 32                    | 1                     | 109   | 2     | 15     |
| Total carrera                          | Total carrera | Total carrera | 395   | 26    | 8                | 0                | 59                    | 1                     | 462   | 27    | 43     |
| 1. 2.                                  |               |               |       |       |                  |                  |                       |                       |       |       |        |

## Palmarés

### Campeonatos nacionales
| Título               | Club                         | Año  |
| -------------------- | ---------------------------- | ---- |
| Serie B de Ecuador   | Macará                       | 2016 |
| Serie A de Ecuador   | Liga Deportiva Universitaria | 2023 |
| Serie A de Ecuador   | Liga Deportiva Universitaria | 2024 |
| Supercopa de Ecuador | Liga Deportiva Universitaria | 2025 |

### Campeonatos internacionales
| Título            | Club                         | Año  |
| ----------------- | ---------------------------- | ---- |
| Copa Sudamericana | Liga Deportiva Universitaria | 2023 |

### Distinciones individuales
| Distinción                                      | Año  |
| ----------------------------------------------- | ---- |
| Parte del Equipo Ideal de la Copa Sudamericana  | 2023 |
| Incluido en el 11 ideal de la LigaPro Serie A   | 2023 |
| Mejor lateral izquierdo de la LigaPro Serie A   | 2023 |
| Mejor lateral izquierdo de la LigaPro Serie A   | 2024 |
| Incluido en el once ideal de la LigaPro Serie A | 2024 |